# Страйкбол
Страйкболът е военна игра, при която играчите се елиминират, удряйки се един друг с топчета, обикновено пластмасови с диаметър 6 милиметра, изстрелвани от имитация на огнестрелни оръжия. Отличава се от пейнтбола главно по това, че топчетата не оставят видими следи, оръжията наподобяват повече истинските и оборудването е по-евтино.
Страйкбол или казано на английски airsoft е военна игра, появила се в Япония в началото на 80-те години и много бързо разпространила се в САЩ, западна Европа и още много страни.
След края на Втората световна война, в Япония използването на огнестрелно оръжие е било силно ограничено, освен за нуждите на отбраната и сигурността. Но японци намерили изход, като създали пълни копия на бойните оръжия на основата на пневматичното изстрелване на 6 мм пластмасови топчета, с което запазили своето военно обучение. Впоследствие това се превръща в спорт, който добива популярност в целия свят.
Името „страйкбол“ е измислено от руски играчи, и буквално преведено от английски означава „удар с топче“, поради проблемите с изговарянето и двусмислието на оригиналната английска дума „airsoft“, която означава „мек въздух“ или „мека пневматика“. В България играта се появява през 2003 г. под името „страйкбол“ като с течение на времето започват да се използват и двете думи.
Страйкболът представлява вид военна игра при която се използват точно изработени копия на реални бойни оръжия (реплики), стрелящи с пластмасови топчета с диаметър 6 мм (BB), изстрелвани с помощта на газ или въздух под налягане. Сценариите на игрите са подобни на реални бойни и тактически ситуации, като често се разиграват наистина случили се операции или военни действия. Използва се и истинско военно или полицейско снаряжение: каски, тактически жилетки, униформи, радиостанции, прибори за нощно виждане, тактически фенерчета, лазерни мерници, трасиращи топчета и др. Не съществува строго определена екипировка и облекло, всеки отбор предпочита да се облича с еднакво с камуфлажно облекло и аксесоари за постигане на по-голям реализъм. Единствената задължителна екипировка е тази, която предпазва очите – ОЧИЛА или МАСКА.
Може да се играе и денем и нощем. Нощните игри са рисковани поради сложното разпознаване на целите и възможността да бъде прострелян играч, който си е свалил очилата или „цивилен“, затова в тях се включват опитни и отговорни играчи, които си имат доверие.
Сачмите, наричани „топчета – ВВ“ са от пластмаса, и имат скорост на излитане от цевта около 90 м/с, въпреки че тя може да варира за репликите на пистолет от 40 м/с до 130 м/с, а за репликите на снайпери да достига и до 180 м/с. Различните организации и отбори сами определят ограниченията в скоростта на топчетата за различните видове реплики. Теглото на сачмите е около 0,20 грама, като може да варира от 0,12 при репликите на пистолети до 0,50 гр. при репликите на снайпери. Ефективната далекобойност на пистолетите е до около 30 м, а на снайперите – до 80 м. Дулната енергия обикновено е около 1,5 J, Но също може да варира в зависимост от правилата на дадената организация или законите на дадената държава и до няколко J. С други думи, максималното нараняване по кожата трябва да бъде синина или в краен случай леко разкъсване със съвсем малко кръв. Мунициите BB не нанасят особена вреда, но ако оръжието е било тунинговано (усилено, подобрено) или разстоянието между стрелящия и целта му е малка, болката която причиняват е по-голяма. Кокалчета по ръцете, ушите, устните и други подобни места са силно чувствителни, и е доста болезнено, когато бъде получено попадение в тях. Облеклото обикновено дава достатъчна защита, но често ръцете и лицето остават незащитени.
Концентрацията на голям брой играчи налага идентификация на участващите групи, най-често с цветна лента завързана на ръката или различни униформи, за да се избегне „приятелския огън“. Въпреки че съществуват много варианти на играта, основният е елиминирането на противниците или противниковите отбори, прострелвайки ги в тялото или в екипировката.
Високата степен на реализъм на екипировката може да обърка населението, да предизвика фалшива тревога и намесата на полицията и за това се препоръчва да се играе на частни терени или на специално предназначени за целта терени, като предварително са уведомени нужните органи. Въпреки това, все още има организатори, които не се съобразяват с тези препоръки и организират игри на небезопасни и непроучени терени, с което застрашават здравето на играчи или странични хора.
Основното базово изискване в играта е доверие и чест на играча, тъй като способите за проверка дали някой е получил попадение са много ограничени. Обикновено играчът получил попадение дава ясно да се разбере, че е бил елиминиран и напуска игралното поле.
Почитателите на страйкбола по принцип нямат връзка с определена идеология, нито с тенденции за употреба на насилие. По-скоро за тях е игра, повишаваща адреналина, и служеща за разтоварване.
В Република България съществуват няколко организации, които се занимават с организирането на подобни игри, продажбата на страйкбол/еърсофт оръжия и доставката на екипировка. Игри се провеждат от началото на 2002 г. Първите игри са организирани от група ентусиасти, ръководени от Милен Иванов в местността Бонсови поляни, с. Борика, Ихтиманско и кв. Полигона в София. Тогава се създават и първите правила на играта и се провеждат редица организирани игри и състезания. През 2004 година е създадена и първата официално регистрирана организация, поставила си за цел развитието на страйкбола в България - Българска страйкбол федерация. Организацията не функционира. През времето на активната си дейност БСФ полага усилия за популяризирането на еърсофта в страната, като организира и провежда много мероприятия с използването на реплики, за да привлича участници и да информира гражданите за това хоби. През 2009 г. на премиерата на филма „X-мен Началото: Вълколак” организира зрелищен спектакъл в София.
Първите използвани оръжия, това са т.нар. спрингови модели, такива, които се зареждат ръчно и изстрелват топчето с помощта на пружина. Главното неудобство се състои от необходимостта да се презарежда всеки път и лесната амортизация, но за сметка на това евтин разход. Първоначално, като правило, прицелната далекобойност на този тип пружинни реплики е около 15 – 20 метра максимум, тунингованите образци може да допринесат за още 10 м. увеличение на разстоянието на полета на топчето. Налице са много случаи, когато спрингово оръжие в умели ръце може да се противопостави достойно на електрическо подобно. Но спринга – това е само първата стъпка в овладяването на тайните на еърсофта. А съществуват и далеч по-сложни модели реплики. При добро желание и достатъчен финансов ресурс, лесно може да се премине към следващия клас еърсофт оръжия. Това са така наречените AEG – електропневматично оръжие или газобалонно оръжие. Такова оръжие е много по-мощно и позволява да се води огън, както на единична стрелба, така и на редове, а може да се тунингова допълнително, да му е увеличи скоростта до 150 м/с и далекобойност над 50 метра.
Преди началото на играта е важно детайлно да се изучи мястото на бойните действия. Доброто познаване на района е значително преимущество. Бойният опит показва, че е страйкболистът е желателно да ходи винаги леко, тихо, плавно, ограничавайки звуците които се издават до минимум и щателно оглеждайки се за наличието на демаскиращи врагът признаци. Минимизирайки себе си, той държи оръжието си винаги в посоката, в която е и неговият поглед. Нужно е избягване на откритите места, придържане към стени, дървета или други укрития, така че в случай на нужда да има възможност къде да се прикрие. Ако види противник, но поради някакви причини не може да го порази и трябва да смени позицията си, страйкъра се придвижва скрито, на прибежки, с максимална скорост и на интервали.
В България се организира международна игра с кодово име "Вайпър". Играта се организира веднъж годишно, като 6-тото издание (Viper 6) се провежда на бивше военно летище Узунджово до Хасково. В играта взимат участие близо 600 човека от различни държави, сред които - Сърбия, Румъния, Гърция, България, Канада и още.